# 索皮什泰市镇

索皮什泰市镇在北马其顿的位置

索皮什泰市镇是北馬其頓共和國的一個市镇，行政中心为索皮什泰村，属于斯科普里统计区。總面積222.1平方公里，2002年人口5,656。
該市镇北接斯科普里，西臨熱利諾市鎮和馬其頓布羅德市鎮，東鄰斯图代尼查尼市镇。

## 外部連結
- 官方网站